# Марія Йозефа Саксонська
Марія Йозефа Саксонська (нім. Maria Josepha von Sachsen, повне ім'я Марія Йозефа Луїза Філіпіна Єлизавета Пія Анжеліка Маргарита Саксонська, нім. Maria Josepha Luise Philippine Elisabeth Pia Angelika Margarete von Sachsen; 31 травня 1867 — 28 травня 1944) — саксонська принцеса з династії Веттінів, донька короля Саксонії Георга та португальської інфанти Марії Анни Кобург-Браганса, дружина австрійського ерцгерцога Отто Франца, матір останнього імператора Австро-Угорщини Карла I.

## Біографія
Марія Йозефа народилася 31 травня 1867 у Дрездені. Вона була восьмою дитиною і п'ятою донькою в сім'ї саксонського принца Георга та його дружини Марії Анни Португальської. Її старшою сестрою була Матильда Марія, братом — Фрідріх Август III, дві найстарші дівчинки померли раніше. Невдовзі в родині народилося ще троє синів: Йоганн Георг, Максиміліан Вільгельм та Альберт Карл.
Батько у 1870—1871 брав участь у Франко-пруській війні. У 1873 році після вцарювання свого брата Альберта, став кронпринцом Саксонії. Матір померла у 1884, коли Марії Йозефі було 16.

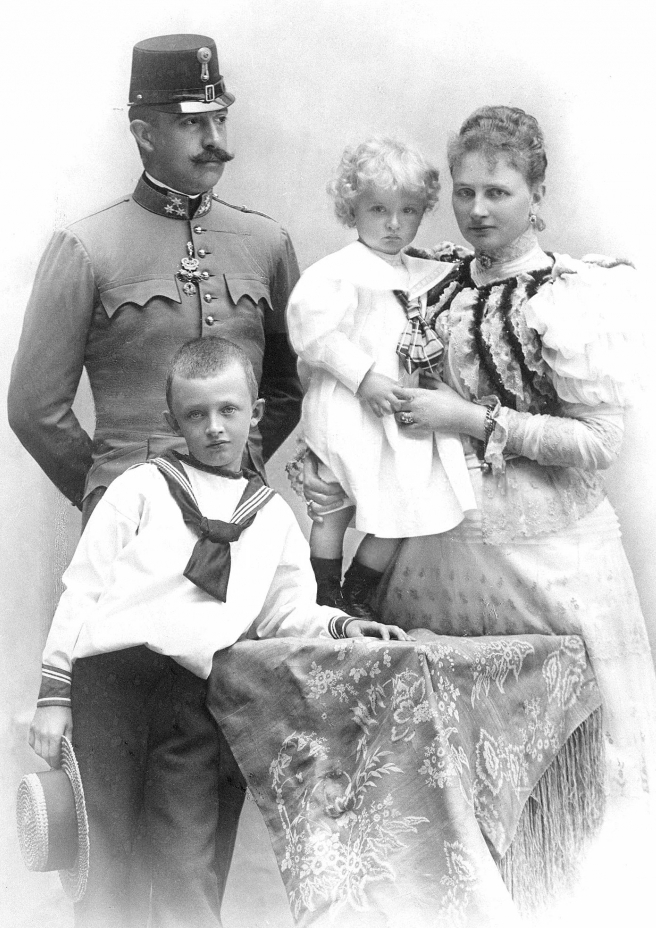
Із чоловіком та дітьми

2 жовтня 1886 19-річна Марія Йозефа взяла шлюб із 21-річним ерцгерцогом Отто Францем Австрійським. Весілля відбулося у Дрездені. Шлюб був укладений з метою збереження добрих зв'язків між родинами, оскільки старша сестра Марії відмовила вже двом принцам із дому Габсбургів. Отто носив прізвисько «Красивий», вів розгульне життя часто пиячив і зраджував дружині. Проте, релігійність Марії Йозефи допомагала їй переносити всі труднощі подружнього життя і бути зразковою дружиною і матір'ю. У подружжя народилося двоє синів. Марія Йозефа була навіть рада частій відсутності чоловіка, вважаючи, що таким чином він не буде погано впливати на дітей. 1900-го Отто захворів на сифіліс і за шість років помер.
Під час Першої світової ерцгерцогиня у своєму віденському палаці Аугартен організувала шпиталь, де дбала про поранених. Її старший син у 1916 році став імператором після смерті двоюрідного діда, Франца Йозефа. По відстороненні Карла від влади, Марія Йозефа із ним та його родиною залишила країну. Жила в Швейцарії, згодом переїхала до Німеччини. 1922 року Карл помер у Фуншалі на острові Мадейра. Марія Йозефа пережила його більш, ніж на двадцять років і пішла з життя 28 травня 1944 року, за три дні до свого 77-річчя. Похована в імператорському склепі Капуцинеркірхе у Відні.

## Родина
Чоловік — Отто Франц Австрійський
Діти:
- Карл Франц (1887—1922) — останній імператор Австро-Угорщини, король Чехії, Галичини та Володимерії, був одружений із Зітою Бурбон-Пармською, мав восьмеро дітей;
- Максиміліан Євген (1895—1952) — ерцгерцог Австрійський, був одружений із Францискою Гогенлое-Вальденбург-Шиллінгсфюрст, мав двох синів.

## Нагороди
Австро-Угорщина:
- Благородний орден Зоряного хреста;
- Великий хрест ордену Єлизавети;
- Ювілейний хрест;
- Зірка заслуг Австрійського Червоного Хреста з військовою декорацією;
- Великий хрест Мальтійського ордену;
- Орден Королеви Марії Луізії (№ 952);
- Орден Єлизавети Терези;

## Цікаві факти
- Близько товаришувала із актором Отто Тресслером. Після смерті чоловіка припинила це знайомство, вважаючи невідповідним статусу.